# Quatro cortes
A estratégia dos quatro cortes é uma doutrina militar do Tatmadaw (os militares de Mianmar) que consiste na punição coletiva violenta contra civis considerados como tendo ligações com grupos insurgentes. A estratégia tem as suas origens na década de 1960, nos conflitos armados em Mianmar, quando o Tatmadaw lutava contra o Partido Comunista da Birmânia e a União Nacional Karen no Estado de Karen. Desde então, foi utilizado muitas vezes, inclusive no conflito no Estado de Rakhine.
O nome refere-se ao “corte” de quatro tipos de fornecimento aos insurgentes: alimentos, fundos, informação e recrutamento.